# How Many Times
How Many Times è un singolo del DJ Khaled in collaborazione con Lil Wayne, Big Sean e Chris Brown, estratto dal suo ottavo album in studio I Changed a Lot. 

## Tracce
1. How Many Times (feat. Lil Wayne, Big Sean e Chris Brown) – 4:23

## Classifiche
| Paese            | Classifica (2015) |
| ---------------- | ----------------- |
| Belgio (Fiandre) | 40                |
| Francia          | 120               |
| Stati Uniti      | 68                |